# Chionaema plateni
Chionaema plateni là một loài bướm đêm thuộc phân họ Arctiinae, họ Erebidae.